# Jari Koskela
Jari Jukka Hannu Koskela, född 11 mars 1956 i Kankaanpää, är en finländsk präst och politiker (Sannfinländarna). Han är ledamot av Finlands riksdag sedan 2019. Till utbildningen är Koskela doktor i samhällsvetenskaper från Östra Finlands universitet, teologie magister från Helsingfors universitet och ekonom från Uppsala universitet. Koskela hade påbörjat doktorandstudierna vid Kuopio universitet och avlade doktorsexamen 2012 efter att enheten i Kuopio hade blivit en del av Östra Finlands universitet.
Koskela blev invald i riksdagsvalet 2019 med 4 324 röster från Satakunta valkrets.